# Nisré Zouzoua
Nisré Mimi Zouzoua, né le 16 juillet 1996 à Brockton, est un joueur américano-ivoirien  de basket-ball jouant au poste d'arrière.

## Biographie

### Famille
Nisré Zouzoua est né d'une mère américaine et d’un père ivoirien.

### Carrière en club
Nisré Zouzoua fait ses premiers pas sous les couleurs de l’équipe de l'université Bryant qu'il quitte en 2017 après une saison 2016-2017 où il aura été le meilleur marqueur de son équipe ainsi que nommé dans le cinq majeur de la Northeast Conference. Il rejoint ensuite l'université du Nevada à Reno. Sa carrière commence à Dax Gamarde, une équipe du championnat de France de basket-ball de Nationale masculine 1 (NM1), troisième échelon du basket français derrière la Pro A et la Pro B.
Il rejoint à l'intersaison 2021 l'Alliance Sport Alsace, club de Pro B. En novembre 2021, il est arrêté 6 semaines en raison d'une blessure.

### Carrière en équipe nationale
Avec l'équipe de Côte d'Ivoire de basket-ball, Nisré Zouzoua se qualifie pour le Championnat d'Afrique de basket-ball 2021 et atteint la finale de la compétition perdue face à la Tunisie.

## Palmarès
- Finaliste du Championnat d'Afrique de basket-ball 2021 avec l'équipe de Côte d'Ivoire de basket-ball